# رسم خرائط التقارب
في مجالي التسويق واستراتيجيات الأعمال، رسم خرائط التقارب هو أسلوب تستخدمه آي بي إم (IBM) وماكنزي (McKinsey) والشركات الأخرى لتوضيح القرب النسبي لقطاعات السوق أو خصائصه في مساحة ثنائية الأبعاد - وعادة ما تكون ورقة أو شريحة عرض.

## أمثلة

### الأسواق المتجاورة
على سبيل المثال، هذه خريطة تقارب لسوق تكنولوجيا المعلومات في المملكة المتحدة تستند إلى قيم عام 2004:

خريطة تقارب لسوق تكنولوجيا المعلومات في المملكة المتحدة

رُسمت هذه الخريطة ردًا على التصريح المتكرر بأن شركة ديل تتوسع في الأسواق المجاورة. تاريخيًا، مثل هذه التصريحات على الأرجح لا تكون مدعومة بشرح للمقصود بسوق مجاور، مما يترك شعورًا متكررًا خاويًا لدى الكثيرين بأن السوق المجاور هو ببساطة السوق الذي تتوسع فيه شركة ديل.
رُسمت هذه الخريطة على أساس أنه إذا ما أخذنا في الاعتبار سوقين من أسواق تكنولوجيا المعلومات، كلما زاد عدد البائعين المشتركين بين السوقين، كان السوقان أقرب على الخريطة.
- الحجم النسبي لكل دائرة متناسب مع حجم سوق المملكة المتحدة في عام 2004 وفقًا لقياس مؤسسة البيانات الدولية (IDC).
- المسافة النسبية بين مركزي أي دائرتين يرتبط عكسيًا بعدد البائعين العاملين في كلا السوقين بنجاح.
  - يستتبع ذلك عقد مقارنة بين أهم 10 بائعين في كل سوق من السوقين مع حصر عدد البائعين المشتركين في كلا السوقين وإنشاء مقياس للمسافة يساوي 10 ناقص عدد البائعين.
  - يمكن استخدام أداة مثل Excel Solver بعد ذلك للبحث عن الموضع الأمثل لهذه النقاط والذي يقلل الفرق بين المسافة المطلوبة كما قيست باستخدام المقياس والمسافة الوسيطة اللازمة لتحديد موقع جميع النقاط على مساحة ثنائية الأبعاد.
- الهدف من تلوين كل دائرة هو مساعدة العين على تحديد موقع جميع أسواق البرمجيات الوسيطة وأسواق الخوادم وما إلى ذلك.

### حلول وتقنيات تكنولوجيا المعلومات ذات الصلة
تم تصميم خريطة التقارب هذه لإظهار قوة الارتباط بين مختلف حلول وتقنيات تكنولوجيا المعلومات، من حيث المستندات التي تركز على المملكة المتحدة والمتاحة عبر الإنترنت. وقد تم إجراء سلسلة طويلة من عمليات البحث على موقع Google:
- يمثل حجم كل دائرة إجمالي عدد المستندات التي عثر عليها محرك البحث Google وتحتوي على كلمة «المملكة المتحدة» واسم الحل.
- المسافة بين كل دائرتين ترتبط ارتباطًا عكسيًا بعدد المستندات التي عثر عليها محرك البحث Google وتحتوي على كلمة «المملكة المتحدة» واسم الحل 1 اسم الحل 2.
- أساس تلوين الدوائر مستقل عن خرائط التقارب، إلا أنه في هذه الحالة يعتمد على عدد المستندات التي عثر عليها محرك البحث Google والتي تربط بين أي بي إم (IBM) والحل نسبة إلى عدد المستندات التي تربط بين أفضل منافس والحل.

### مجموعات العملاء واحتياجاتهم

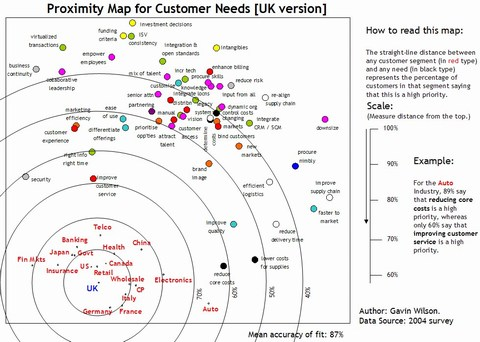
خريطة تقارب مجموعات العملاء واحتياجاتهم

الغرض من هذه الخريطة هو إظهار مدى قوة مختلف الاحتياجات المرتبطة بالتقنية ومختلف مجموعات العملاء - مقسمة حسب البلد وحسب مجال الصناعة.
- يظهر اسم كل مجموعة عملاء باللون الأحمر.
- يظهر كل احتياج من الاحتياجات باللون الأسود.
- كلما كان الاحتياج الموجود على الخريطة أقرب إلى مجموعة العملاء، كان شعور تلك المجموعة بهذا الاحتياج أقوى.

## اختيار مقياس للمسافة
لتجنب احتمال الحصول على نتيجة عبثية، فإن معادلة د (أ، ب) التي تم اختيارها لتمثل المسافة بين أي مجموعتين أ وب لا بد أن تفي بالمتطلبات الأربعة الرئيسية للفضاء المتري:
1. د (أ، ب) >= 0
2. د (أ، ب) = 0 فقط في حالة أ = ب
3. د (أ، ب) = د (ب، أ)
4. د (أ، ب) + د (ب، ج) >= د (أ، ج)

من بين أمثلة أنواع الكيانات التي يمكن رسم خرائط تقارب لها ما يلي:
- الأسواق، حسب عدد البائعين المشتركين بين كل سوقين،
- الكلمات الدلالية، حسب عدد المستندات التي تحتوي على كل زوج من الكلمات الدلالية،
- القطاعات والاحتياجات، حسب نسبة أعضاء كل قطاع يصنف الاحتياج كأولوية قصوى.

مثال لكيان لا يمكن رسم خرائط تقارب له هو:
- الأشخاص، حسب مدى قرب علاقاتهم. (لا يفي ذلك بأحد متطلبات المقياس نظرًا لأن أ يمكن أن تكون قريبة جدًا من كل من ب وج، في حين أن ب وج قد يكونا بعيدين جدًا عن بعضهما البعض.)